# ルッキング・フォワード
| 専門評論家によるレビュー | 専門評論家によるレビュー |
| レビュー・スコア         | レビュー・スコア         |
| 出典                     | 評価                     |
| ------------------------ | ------------------------ |
| AllMusic                 | [ 1 ]                    |
| Robert Christgau         | C                        |
| The Music Box            | [ 3 ]                    |

『ルッキング・フォワード』 (Looking Forward) は、クロスビー・スティルス&ナッシュの8作目にして最後のスタジオ・アルバムであり、ニール・ヤングを加えたアルバムとしては3作目である。1999年にリプリーズ・レコードからリリースされ、ビルボード200で最高26位、総売上は40万枚に迫る。

## レコーディングの背景
クロスビー・スティルス&ナッシュは1990年代を通じて大規模なツアーを行い、それまでの数十年間を合わせたのとほぼ同数の公演を行った。前作以来、スティーヴン・スティルスとグラハム・ナッシュのソロ・アルバムはリリースされていなかったが、デヴィッド・クロスビーは成人した息子のジェイムズ・レイモンドを見出し、2人はジェフ・ピーヴァーとバンドを結成して、1998年にアルバム『CPR』をリリースした。しかし、バンドとアトランティック・レコードとの関係は、『アフター・ザ・ストーム』のプッシュがなかったこともあるが、1970年代の全盛期には数百万ドルを稼ぎ出していたアトランティック・レコードが、今ではバンドにほとんど興味を示していないという認識から、悪化していた。彼らは1997年にアトランティックとの契約を解消し、レコード契約を結ばずに手弁当でCSNの曲をレコーディングし始めた。バッファロー・スプリングフィールドのレトロスペクティブ・ボックスセットの編集にスティルスと取り組んだニール・ヤングは、このCSNのセッションに興味を持った。ヤングは制作途中のトラックで演奏しながら、自身のアルバム用に録音した3曲、「Looking Forward」、「Slowpoke」、「Out of Control」を持ち込んだ。クロスビー・スティルス・ナッシュ&ヤングのニュー・アルバムの可能性は、ヤングのレーベルであるリプリーズ・レコードの注目を集め、完成したアルバムは正式にリリースされた。
「Faith in Me」と「No Tears Left」は、レコーディングの初期にロサンゼルスのGa Ga's Roomで録音された。「Stand and Be Counted」、「Seen Enough」、「Dream for Him」、「Sanibel」はハリウッドのコンウェイ・レコーディング・スタジオで録音された。「Heartland」はカリフォルニア州バーバンクのオーシャン・スタジオで録音された。アルバムの残りの部分は、カリフォルニア州ウッドサイドにあるニール・ヤングの施設、レッドウッド・デジタルで録音された。

## 評価
『ルッキング・フォワード』は全米で約37万枚のセールスを記録している。批評家の評価は分かれた。2000年、CSNYはこのアルバムを引っさげて、1974年の夏のスタジアム・ツアー以来となるCSNY2Kツアーを開始した。

## 収録曲
| #   | タイトル                 | 作詞・作曲                  | リード・ボーカル                 | 時間 |
| --- | ------------------------ | --------------------------- | -------------------------------- | ---- |
| 1.  | 「Faith in Me」          | Stephen Stills, Joe Vitale  | Stills                           | 4:21 |
| 2.  | 「Looking Forward」      | Neil Young                  | Young with Crosby, Stills & Nash | 3:07 |
| 3.  | 「Stand and Be Counted」 | David Crosby, James Raymond | Crosby                           | 4:52 |
| 4.  | 「Heartland」            | Graham Nash                 | Nash                             | 4:28 |
| 5.  | 「Seen Enough」          | Stills                      | Stills                           | 5:14 |
| 6.  | 「Slowpoke」             | Young                       | Young                            | 4:31 |
| 7.  | 「Dream for Him」        | Crosby                      | Crosby                           | 5:03 |
| 8.  | 「No Tears Left」        | Stills                      | Stills                           | 5:06 |
| 9.  | 「Out of Control」       | Young                       | Young                            | 4:09 |
| 10. | 「Someday Soon」         | Nash                        | Nash with Crosby & Stills        | 3:43 |
| 11. | 「Queen of Them All」    | Young                       | Young                            | 4:23 |
| 12. | 「Sanibel」              | Denny Sarokin               | Nash & Young                     | 4:20 |

## メンバー

### クロスビー・スティルス・ナッシュ&ヤング
- デヴィッド・クロスビー - ヴォーカル、エレクトリック・ギター（3）、アコースティック・ギター（7）
- スティーヴン・スティルス - ヴォーカル、ハモンドB3オルガン（1）、アコースティック・ギター（1、2、5、8、10）、エレクトリック・ギター（1、3、4、7、8、11）、ベース・ギター（1）、バタ・ドラム（1）、カウベル（1）、シンバル（1）、マラカス（1、8）、ティンバレス（1）、コントラバス（8）、パーカッション（11）
- グラハム・ナッシュ - ヴォーカル、アコースティック・ギター (10)
- ニール・ヤング - ヴォーカル（全曲）、エレクトリック・ギター（1、3～5、7、8、11）、アコースティック・ギター（2、6、10）、ピアノ（9）、ハーモニカ（6）、ティップル（9）、チェレスタ（11）

### 参加ミュージシャン
- ジョー・ヴィターレ - ハモンドB3オルガン (1)、バタドラム (1)、バテリア (1)、ドラム (3-5, 7, 8, 10-12)
- スプーナー・オールダム - ポンプ・オルガン (2)、キーボード (6, 9)
- マイク・フィニガン - ハモンドB3オルガン (3, 4, 8, 11)
- ジェームス・レイモンド - アコースティック・ピアノ (4, 7)
- クレイグ・ダージ - キーボード (12)
- ベン・キース - ドブロ（2）、ペダル・スティール・ギター（2、6、9）
- スナフィー・ギャレット - ギター (12)
- デニー・サロキン - ギター (12)
- ドナルド・ダック・ダン - ベース (2, 3, 5, 6, 9-11)
- ジェラルド・ジョンソン - ベース (4)
- ジェームス・"ハッチ"・ハチンソン - ベース (7)
- ボブ・グラウブ - ベース (12)
- ジム・ケルトナー - ドラム (2, 6, 9)
- ルイス・コンテ - バスドラム (1)、バタドラム (1)、コンガ (1)、パーカッション (7)
- アレックス・アクーニャ - ティンバレス（1
- ジョー・ララ - その他のコンガ（1
- レニー・カストロ - パーカッション (4)
- ビンス・チャールズ - パーカッション (12)

### 制作
- クロスビー、スティルス、ナッシュ&ヤング - プロデューサー（全トラック）、ミキシング
- ジョー・ヴィターレ - プロデューサー（1、8、12）、エンジニア（1、8）
- ベン・キース - プロデューサー (2, 6, 9)
- スタンリー・ジョンストン - プロデューサー (12)、エンジニア (12)
- スティーヴン・スティルス - エンジニア (1, 8)
- エド・チェルニー - ライブ・ドラム・エンジニア (1, 8)
- ティム・マリガン - エンジニア (2, 6, 9-11), デジタル・マスタリング
- ビル・ハルバーソン - エンジニア (3, 5, 7)、ミキシング
- ロビ・バナージ - エンジニア (4)
- ポール・ディーター - エンジニア (4)
- アーロン・レプリー - セカンド・ライブ・ドラム・エンジニア (1, 8)
- ジョン・ハウスマン - セカンド・エンジニア (2, 6, 9-11)
- トニー・フローレス - セカンド・エンジニア (3, 5, 7)
- バリー・ゴールドバーグ - セカンド・エンジニア (3, 5, 7)
- リオール・ゴールデンバーグ - セカンドエンジニア（3、5、7）
- ロバート・ブリーン - セカンドエンジニア（4）
- デバル・デイ - セカンドエンジニア (4)
- ジム・ミッチェル（Jim Mitchell）：セカンドエンジニア（12
- ジョン・ノウランド（John Nowland）：アナログ/HDCDエンジニア
- ナサニエル・クンケル（Nathaniel Kunkel）：追加エンジニア
- キース・ウッズ - テープ・アーキビスト
- ゲイリー・バーデン - アートディレクション、デザイン、インレイ・タイポグラフィ、マネージメント
- ジェニス・ヘオ - アートディレクション、デザイン、タイポグラフィ
- ヘンリー・ディルツ - バンド写真
- ぺギー・ヤング - 表紙写真
- R. マック・ホルバート - フォルダー外バンド写真撮影
- フランク・ジロンダ - マネージメント
- ジェリー・トルマン - マネージメント